# Туника (народ)
Племя Туника — группа американских племён в долине реки Миссисипи, которая включает племя туника (Tunica, Tonica, Tonnica, Thonnica), язу, короа и, вероятно, тиу. Племя впервые было обнаружено экспедицией Де Сото в 1541 году. Говорят на изолированном языке туника. Со временем, под давлением соседей, туника мигрировали из центральной долины Миссисипи на юг, а затем на запад, и в итоге поселились около современного города Марксвилл в Луизиане. В начале XIX века многочисленные браки с представителями племени билокси привели к образованию общности Туника-билокси. В 1981 году племя было официально признано федеральными властями как Индейское племя туника-билокси. Их резервация находится в приходу Авоеллес в Луизиане.